# Белло, Югетт
Югетт Белло (фр. Huguette Bello; род. 24 августа 1950 г.) — французская политическая деятельница с острова Реюньона. Председатель регионального совета Реюньона с 2021 года.
После победы левого Нового народного фронта на парламентских выборах 2024 года ряд партий и лидеров коалиции предлагали её кандидатуру на пост премьер-министра, но Социалистическая партия отказалась поддержать её.

## Биография
Бывший член Коммунистической партии Реюньона (PCR), Югетт вышла из неё в 2012 году и сформировала свою собственную партию «За Реюньон» (фр. Pour la Réunion, PLR).
Являлась депутатом Национального собрания Франции с 1997 по 2020 год, входила в парламентскую группу «Демократические и республиканские левые» (фр. Gauche démocrate et républicaine), которую составляют Французская коммунистическая партия (ФКП) и близкие ей левые депутаты. Ранее, с 1997 по 2002 год, принадлежала к радикально-гражданско-зелёной парламентской группе (фр. Radical-citoyen-vert), в которую входили, среди прочего, Реюньонская коммунистическая партия, зелёные и радикальные социалисты. ФКП же в её состав не входила.
В 1997 году Белло стала первой женщиной-депутатом от Реюньона, будучи избранной от 2-го избирательного округа острова в Национальное собрание Франции. Переизбрана в 2002 году и на третий срок в 2007 году, набрав во втором туре 34 911 голосов (59,6 %). Переизбиралась в 2012 и 2017 годах.
С марта 2008 по 2014 год Белло также была мэром крупнейшей коммуны Реюньона, Сен-Поль. Во втором туре голосования на муниципальных выборах во Франции в 2008 году список кандидатов, возглавляемый Белло, победил список действующего мэра UMP с перевесом всего в 0,3 %. В 2020 году Белло снова выиграла выборы мэра Сен-Поля.
2 июля 2021 года избрана председателем регионального совета Реюньона после победы 27 июня на региональных выборах с результатом почти 52 % партии «За Реюньон», основанной Белло в 2012 году.